# Lužany (district de Hradec Králové)
Pour les articles homonymes, voir Lužany.
Lužany (en allemand : Luschan) est une commune du district de Hradec Králové, dans la région de Hradec Králové, en République tchèque. SSa population s'élevait à 122 habitants en 2022.

## Géographie
Lužany se trouve à 10 km à l'ouest-sud-ouest de Jaroměř, à 15 km au nord-nord-ouest de Hradec Králové et à 101 km à l'est-nord-est de Prague.
La commune est limitée par Vilantice au nord, par Velichovky à l'est, par Habřina au sud-est, par Račice nad Trotinou au sud et au sud-ouest, et par Hořiněves à l'ouest.

## Histoire
La première mention écrite de la localité date de 1394.

## Administration
La commune se compose de deux sections :
- Lhota
- Lužany

## Galerie

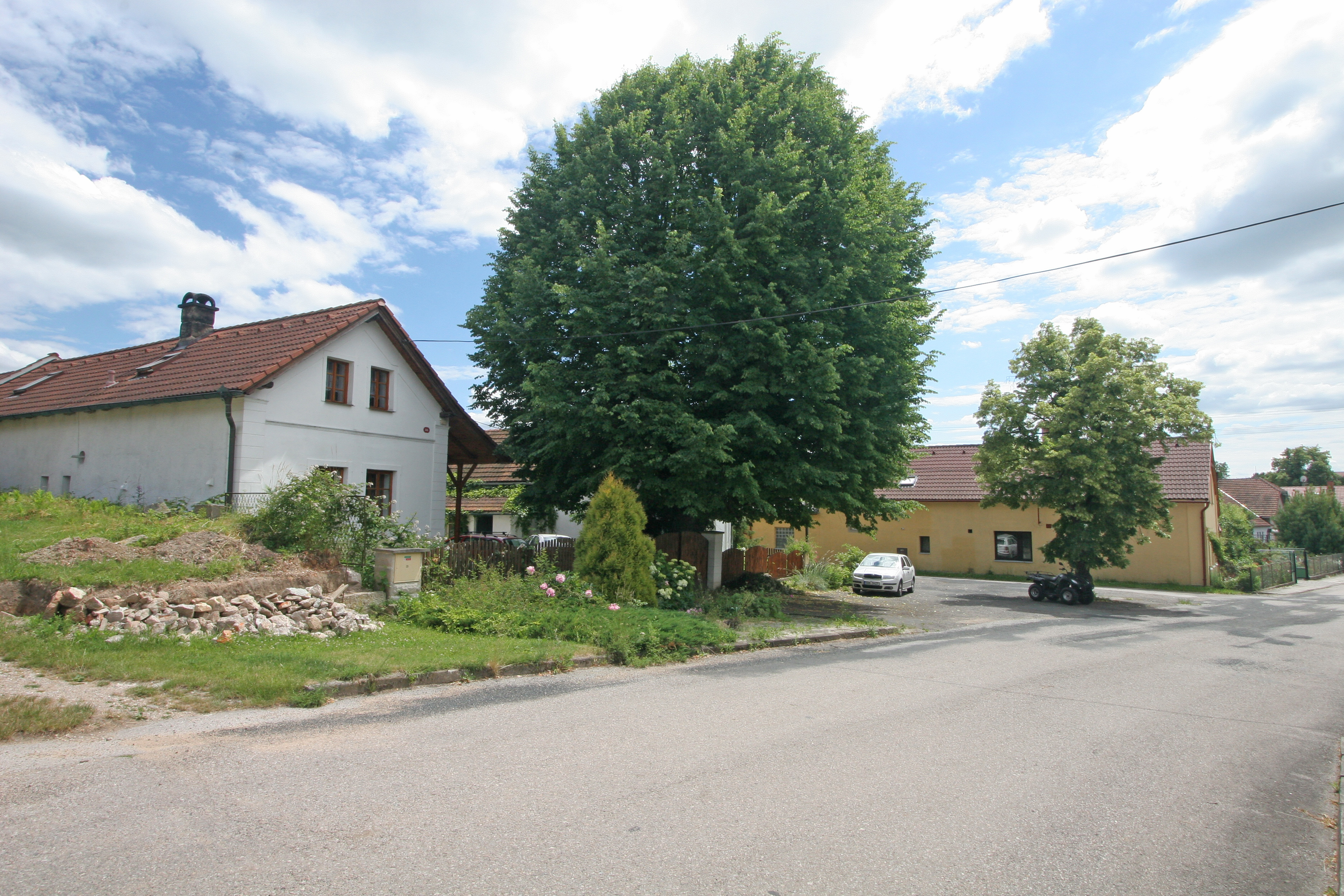
Rue de Lužany.
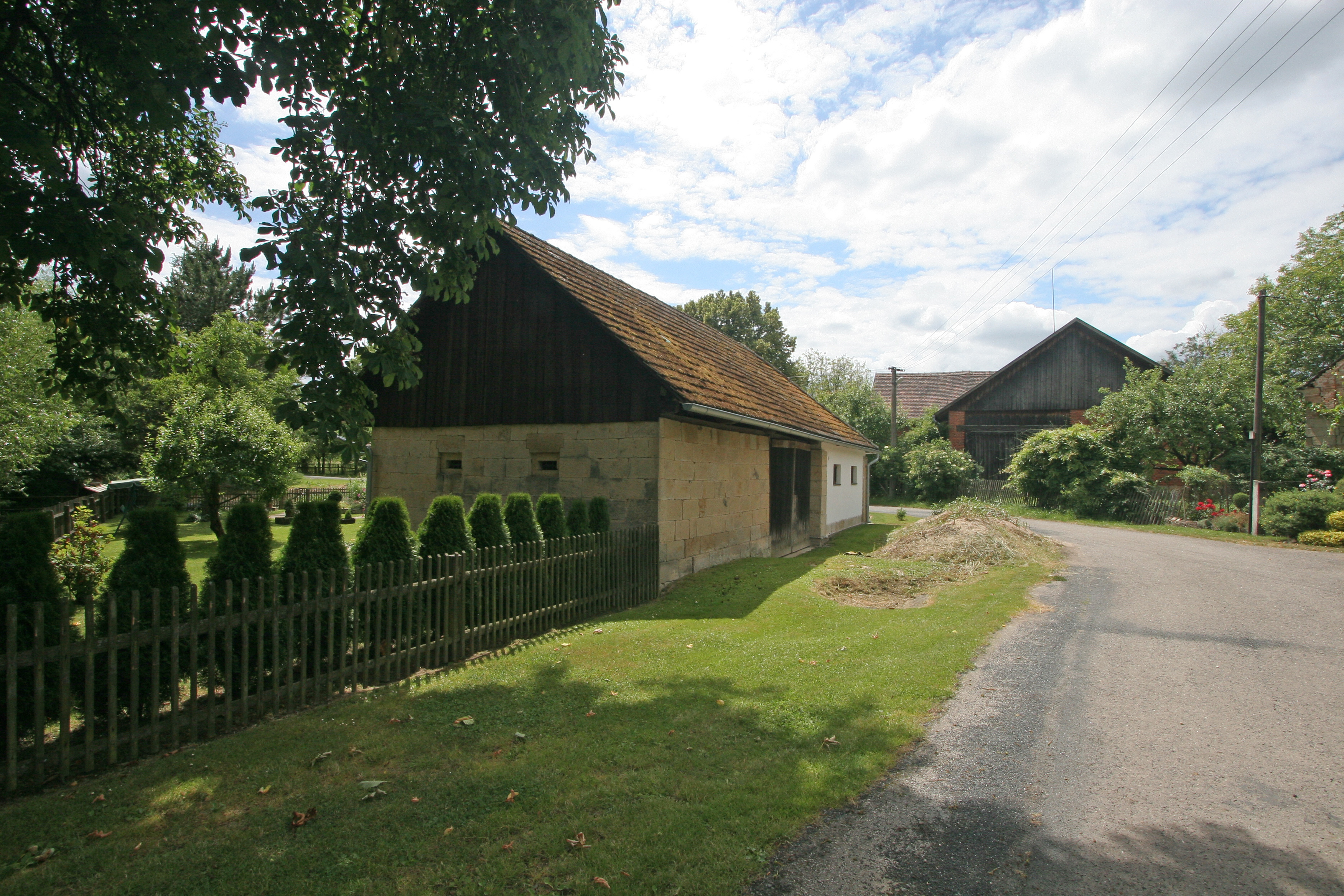
Lhota.

## Transports
Par la route, Lužany se trouve à 8,7 km de Smiřice, à 20 km de Hradec Králové et à 132 km de Prague. 